# Arboleas
Arboleas ist eine spanische Gemeinde in der Comarca Valle del Almanzora der Provinz Almería in der Autonomen Gemeinschaft Andalusien. Die Bevölkerung von Arboleas betrug 2024 aus 4.319 Einwohnern.

## Geografie
Die Gemeinde grenzt an Albanchez, Albox, Cantoria, Lubrín, Taberno und Zurgena.

## Geschichte
Das Dorf Arboleas liegt am Flussufer im Almanzora-Tal. Es ist eine der vielen kleinen Siedlungen entlang des Flusses Almanzora, der die fruchtbare Ebene bewässert. Der Ort verfügt über eine umfangreiche Landwirtschaft, die Zitrusfrüchte, Oliven, Mandeln und Getreide produziert. Die Geschichte des Ortes lässt sich bis in prähistorische Zeiten zurückverfolgen, bis hin zu den Römern, Mauren und Christen, wobei die Ursprünge des heutigen Siedlung mittelalterlich sind.

## Sehenswürdigkeiten
- Kirche von Santiago, Ende des 19. Jahrhunderts
- Torre de Arboleas, möglicherweise ein Wachturm aus dem 15. Jahrhundert, heute eine Uhrenturm
- Die Brücke über den Fluss Almanzora